# Sayonara (film)
(Signor Nakamura/Ricardo Montalbán)
Sayonara è un film del 1957 diretto da Joshua Logan, con protagonista Marlon Brando.
Racconta la storia di un maggiore dell'aviazione militare statunitense, già combattente durante la guerra di Corea. La sceneggiatura del film fu adattata da Paul Osborn dal romanzo di James Albert Michener; fu prodotto da William Goetz per la Warner Bros. A differenza di molti drammi romantici del periodo, il soggetto tocca temi come il razzismo ed il pregiudizio xenofobo.
Sayonara vinse 4 Premi Oscar nel 1958, tra cui quello dell'attrice nippo-americana Miyoshi Umeki come miglior attrice non protagonista, che divenne la prima asiatica a vincere tale riconoscimento.

## Trama

Marlon Brando e James Garner in una scena del film

Il maggiore dell'aviazione statunitense Lloyd "Asso" Gruver viene trasferito da una zona di guerra in Corea alla base Itami in Giappone, dove trova ad attenderlo la sua fidanzata Eileen Webster, figlia del comandante della base, generale Webster. Il trasferimento è stato ordinato dal futuro suocero per favorire il matrimonio della figlia con il maggiore Gruver. Lei è una bella ragazza americana di ottima famiglia, ma al maggiore questo rapporto comincia ad andargli stretto, dato quest'unione è più che altro voluta dalle famiglie.
Assistendo ad uno spettacolo teatrale, Gruver viene colpito dalla bellezza e dal candore di Hana-ogi, ragazza giapponese prima ballerina e attrice della compagnia di teatro Takarazuka-like, che riesce a conoscere attraverso l'aviere Kelly. Questi è sposato con una donna giapponese, Katsumi, nonostante la disapprovazione del suo Paese, che non vuole riconoscere il matrimonio. Il comando militare è infatti contro i matrimoni tra americani e giapponesi: inizialmente anche Gruver è della stessa opinione, ma dopo un diverbio con l'amico Kelly, si scusa ed accetta di fare da testimone al matrimonio.
Kelly subisce le angherie di un suo superiore, un colonnello razzista, che infastidito dai matrimoni misti gli rifila incarichi gravosi per umiliarlo. Sorvegliando l'abitazione di Kelly il comando scopre che anche il maggiore Gruver frequenta una donna giapponese. Anche Eileen lo scopre, ma nonostante il dolore cerca di aiutarlo avvisandolo che per lui ci saranno grossi problemi in arrivo a causa di questa relazione. A Kelly viene ordinato di rientrare negli Stati Uniti e per la legge americana non potrà portare la moglie in patria, anche se incinta. Interviene anche Gruver in suo favore presso il generale comandante ed ex futuro suocero ma invano e Kelly, non trovando altra via d'uscita, si suicida insieme a Katsumi. Questo tragico evento rafforza in Gruver, che nel frattempo si è innamorato, ricambiato, l'intenzione di sposare Hana-ogi, che nel frattempo viene trasferita a Tokyo. Il maggiore Gruver la raggiunge e dopo un lungo e accorato discorso, convince la donna a disobbedire alle rigide regole del teatro per cui lavora, che impongono il nubilato alle proprie attrici e a sposarlo.

## Curiosità
Brando nel film ha adottato un accento del Sud, nonostante le obiezioni di Logan, che non pensava che il figlio di un generale istruito a West Point avrebbe parlato in quel modo. Più tardi, Logan ha ammesso a proposito di Brando: "Non ho mai lavorato con un attore con una inventiva così emozionante. Egli ha sempre qualcosa da aggiungere e non avrei mai pensato che il suo accento del Sud per la parte, fosse la perfezione".
Il regista Logan aveva scelto Marlon Brando per la parte del maggiore Gruver, ma lui rifiutò, così venne offerta la parte a Rock Hudson che aveva però troppi obblighi alla Universal. Si provò allora di nuovo con Brando che era riluttante, quindi venne offerta la parte della protagonista femminile a Audrey Hepburn. Brando alla fine accettò di farlo se avessero cambiato il finale del romanzo in modo che i due amanti si sposassero invece dell'americano che se ne andava. Quando Hepburn rifiutò, si cercò un'attrice sconosciuta.. Miiko Taka, che all'epoca lavorava come impiegata presso un'agenzia di viaggi a Los Angeles, fu scoperta da un talent scout ad un festival locale di Nisei. e fu scelta nonostante non avesse precedenti esperienze di recitazione.

## Musica
Il romantico brano musicale "Sayonara" ("Goodbye") è stato composto da Irving Berlin.

## Riconoscimenti
Sayonara ha ricevuto ampi consensi dalla critica, in particolare per la scenografia e cinematografia, oltre all'abilità recitativa del suo cast ed Ha vinto quattro Academy Awards, compresi i riconoscimenti per la recitazione per i co-protagonisti Red Buttons e Miyoshi Umeki. L'aggregatore di recensioni Rotten Tomatoes riporta che l'82% dei critici su 57 ha dato al film una recensione positiva, con una media di valutazione di 7,6/10, con il consenso dei critici dove si legge: "Per quanto sontuosamente messo in scena, quanto con un ritmo pesante, Sayonara svolazza sulla forza della sua storia toccante e del cast solidamente assemblato."
Il film fu il numero uno al botteghino statunitense per cinque settimane consecutive nel 1958 ed ha guadagnato 10,5 milioni di dollari in affitti teatrali negli Stati Uniti e in Canada e 5 milioni di dollari all'estero.
- 1958 - Premio Oscar
  - Miglior attore non protagonista a Red Buttons
  - Miglior attrice non protagonista a Miyoshi Umeki
  - Miglior scenografia a Ted Haworth e Robert Priestley
  - Miglior sonoro a George Groves
  - Candidatura Miglior film a William Goetz
  - Candidatura Miglior regia a Joshua Logan
  - Candidatura Miglior attore protagonista a Marlon Brando
  - Candidatura Miglior sceneggiatura non originale a Paul Osborn
  - Candidatura Miglior fotografia a Ellsworth Fredericks
  - Candidatura Miglior montaggio a Arthur P. Schmidt e Philip William Anderson
- 1958 - Golden Globe
  - Miglior attore non protagonista a Red Buttons
  - Candidatura Miglior film drammatico
  - Candidatura Migliore regia a Joshua Logan
  - Candidatura Miglior attore in un film drammatico a Marlon Brando
  - Candidatura Miglior attrice non protagonista a Miyoshi Umeki

- 1958 - Premio BAFTA
  - Candidatura Miglior attore debuttante a Red Buttons
- 1958 - David di Donatello
  - Miglior attore straniero a Marlon Brando
- 1958 - Directors Guild of America
  - Candidatura DGA Award a Joshua Logan
- 1958 - Laurel Award
  - Miglior attore non protagonista a Red Buttons
  - Candidatura Miglior film
  - Candidatura Miglior attore non protagonista a Ricardo Montalbán
  - Candidatura Miglior colonna sonora a Franz Waxman
- 1958 - Writers Guild of America
  - Candidatura WGA Award a Paul Osborn